# Partit Polític Reformat
Partit Polític Reformat (neerlandès Staatkundig Gereformeerde Partij, SGP) és un partit polític neerlandès fundat el 24 d'abril de 1918 amb membres del Partit Antirevolucionari dirigits per Gerrit Henrik Kersten, contraris a l'aliança d'aquest amb la catòlica Lliga General. Eren contraris al sufragi femení, estrictes defensors de la separació entre església i estat, membres de la confessió belga (Nederlandse Geloofsbelijdenis), que defensa un govern basat exclusivament en la Bíblia.
A les eleccions de 1918 no van obtenir escó. Obtingué representació a les de 1922, i juntament amb la Unió Cristiana Històrica votava a favor d'eliminar la representació neerlandesa a la Santa Seu. A les eleccions de 1929 va obtenir 2 escons, els va mantenir a les de 1933 però a les de 1937 va perdre un. Durant l'ocupació va col·laborar amb els nazis i condemnà la resistència, i en acabar la guerra no fou convidat a tornar a la Cambra.
Kersten fou substituït per Piet Zandt, qui a la seva mort el 1961 fou substituït per Cornelis van Dis. El partit tenia fins aleshores una representació minsa.
El 1984 es va unir als partits protestants ortodoxos Federació Política Reformista (RPF) i Lliga Política Reformada (GPV) i obtingué un escó eurodiputat per a van der Waal. El 1986 esdevingué nou cap del partit Bas van der Vlies. A les eleccions de 1994 va perdre un escó, que recuperà a les de 1998 i va perdre a les de 2002. Després de les eleccions de 2003 va entrar en converses per governar amb CDA i VVD, però aquest el va vetar i finalment pactaren amb D66 el segon govern Balkenende.
El 7 de setembre de 2005 el tribunal de districte de la Haia determinà que no havia de rebre subvencions estatals perquè discriminava les dones, que eren prohibides ser membres del partit, cosa que és una violació del Tractat de l'ONU sobre les Dones de 1981 i del principi constitucional de no discriminació. La prohibició de militància fou abolida en el partit el 24 de juny de 2006, però tot i això la presència femenina encara és limitada.
El 2010 esdevingué nou cap del partit Kees van der Staaij.